# Aldo Colombo
Aldo Colombo (Castelletto sopra Ticino, 14 gennaio 1886 – Savigliano, 7 agosto 1918) è stato un calciatore italiano, di ruolo mediano.

## Carriera
Aldo Colombo fu un giocatore della Juventus. Militò nella squadra riserve del club bianconero dal 1902 al 1907, vincendo la Seconda Categoria nel 1905.
Esordì in prima squadra il 2 marzo 1908 contro la Pro Vercelli, partita pareggiata per 1-1, mentre il suo ultimo incontro fu Piemonte-Juventus del 19 novembre 1911 terminato con la vittoria bianconera per 4-1. Nelle sue quattro stagioni alla Juve collezionò 15 presenze senza segnare.

## Statistiche

### Presenze e reti nei club
| Stagione  | Club     | Campionato | Campionato | Campionato | Campionato |
| Stagione  | Club     | Comp       | Pres       | Reti       |            |
| --------- | -------- | ---------- | ---------- | ---------- | ---------- |
| 1907-1908 | Juventus | PC         | 2          | 0          |            |
| 1908-1909 | Juventus | PC         | 3          | 0          |            |
| 1909-1910 | Juventus | PC         | 5          | 0          |            |
| 1910-1911 | Juventus | PC         | 4          | 0          |            |
| 1911-1912 | Juventus | PC         | 1          | 0          |            |
| Totale    | Totale   | Totale     | 15         | 0          |            |

## Palmarès

### Calciatore

#### Club

##### Competizioni nazionali
- Seconda Categoria: 1

Juventus II: 1905